# 遺愛旭岡幼稚園
遺愛旭岡幼稚園（いあいあさひおかようちえん）は、北海道函館市西旭岡町2丁目に所在する遺愛学院付属の私立幼稚園。1915年（大正4年)に設置された。

## 概要
北海道函館市所在の遺愛学院が運営する私立幼稚園。遺愛女学校(創基1874年)の付属幼稚園として1915年（大正4年)に清花園(第二遺愛幼稚園)として開園。現在の園舎は西旭岡町2丁目に所在。

## 沿革
- 1874年 - M・Cハリス夫妻来函。日々学校（Day School）を開設。
- 1882年 - 文部省認可の女学校として「カロライン・ライト・メモリアル・スクール」が開学。
- 1885年 - 内藤鳴雪の名付けにより校名を「遺愛女学校」とする。
- 1895年 - 遺愛女学校の付属幼稚園として、遺愛幼稚園が開園。
- 1915年 - 遺愛女学校の付属幼稚園として、清花園(第二遺愛幼稚園）が開園。

## 系列
- 遺愛女子中学校・高等学校 - 1874年創設の東北地方以北最古の女学校。旧名：日々学校(Day School)、カロライン・ライト・メモリアル・スクール、遺愛女学校、遺愛高等女学校。
- 遺愛幼稚園 - 遺愛女学校の付属幼稚園として1895年に設置された。函館市本町に所在。